# اریکا زوخولد
اریکا زوخولد (به انگلیسی: Erika Zuchold) ژیمناست زادهٔ ۱۹ مارس ۱۹۴۷ میلادی اهل کشور آلمان شرقی است.